# Francisco Arce
Francisco Javier „Chiqui” Arce Rolón (Paraguari, 1971. április 2. –) paraguayi labdarúgóhátvéd, edző.
A paraguayi válogatott színeiben részt vett az 1992. évi nyári olimpiai játékokon, az 1998-as és a 2002-es labdarúgó-világbajnokságon.